# 元大都
元大都，或称大都（蒙古语称为“大都合托”，即大都城，而突厥语称为汗八里，羅馬化：Kahan Balig，意即“可汗的大本營”），自元世祖忽必烈至元四年正月三十日（1267年2月25日）至元惠宗至正二十八年八月初二（1368年9月14日），为元朝京師。其城址位于今北京市市区，北至元大都城垣遗址公园，南至长安街一线，东西至北京二环路一线。元大都一度是当时全世界最大的城市。

## 历史

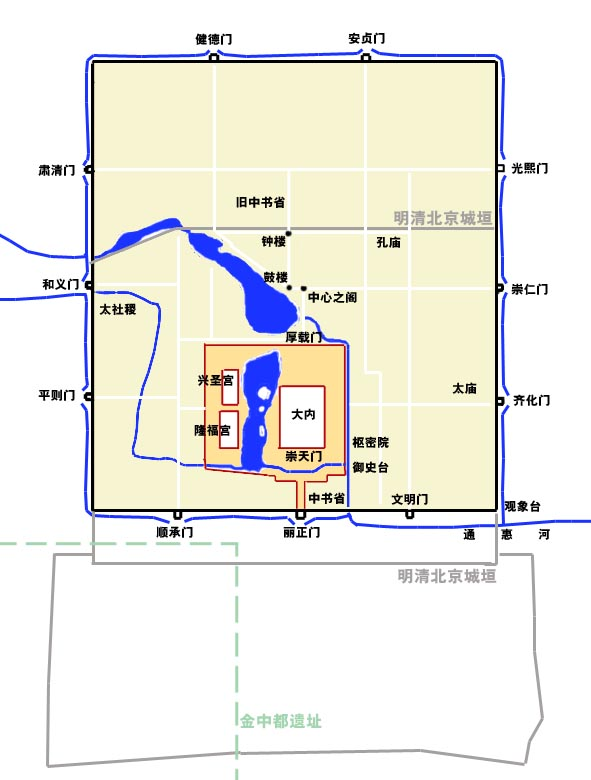
元大都平面布局

### 营建
1206年，成吉思汗建立蒙古帝国。1215年5月31日，成吉思汗率大军攻克金中都（今北京市）。1217年，蒙古太師木华黎改中都为燕京。
自1260年忽必烈即位以来，和阿里不哥進行争位，各汗国纷纷自立，使蒙古帝国实际上已經分裂，形成忽必烈的元朝（大元帝国）以及位于其西部的四大汗国，忽必烈仅获得其中伊儿汗国的承认，直到1303年元成宗在位时，西北四大汗国才在名义上重新承认元朝皇帝的宗主地位。
在元朝统一全中国之后的疆域包括今天的蒙古国（外蒙古）本土和中国大部分地区以及俄罗斯的西伯利亚南部地区等地。忽必烈登基之后，以元上都（今内蒙古自治区正蓝旗境）为帝都。但是上都的位置偏北，对控制中原不利，忽必烈在1264年在解决了与其弟阿里不哥的汗位之争后，决定迁都至燕京地区。
当时燕京地区尚有金中都故城，然而此城历经金朝末年的战争，自從1215年5月31日被蒙古军队攻陷之后，其城内宫殿多被拆毁或焚毁，而且其城市供水来源——莲花河水系已经出现水量不足的情况，无法满足都城日常生活所需用水，因此需要重建。
1263年6月16日，忽必烈下诏升开平府为上都（今中国内蒙古自治区锡林郭勒盟正蓝旗西北闪电河畔）。1264年9月5日，忽必烈发布《建国都诏》，改燕京（今北京市）为中都，定为陪都，两都制正式形成。
1267年2月25日，元世祖忽必烈由上都迁都到位于中原的中都，進一步定中都为首都，將上都留作为陪都。
1267年忽必烈迁都中都后，乃居住于城外的金代离宫——大宁宫内。并于1267年在中都的东北部，以大宁宫所在的琼华岛（金朝琼林苑），为中心开始了新宫殿和都城的规划兴建工作。中书省官员刘秉忠为营建都城的总负责人，阿拉伯人也黑迭儿负责设计新宫殿。郭守敬担任都水监，修治元大都至通州的运河，并以京郊西北各泉作为通惠河上游水源。
1272年3月28日，忽必烈将中都改名为大都（突厥语称汗八里，帝都之意），并建中书省署在此。元大都和南城（金中都旧城），两者的城墙“仅隔一水”，新城营建以后，命旧城之人徙居新城之中。
至元十一年正月初一（1274年2月9日），宫阙告成，忽必烈首次在大都皇宫正殿大明殿举行朝会，接受皇太子、诸王、百官以及高丽国王王禃所派使节的朝贺。
至元二十二年（1285年）时，大都的大内宫殿、宫城城墙、太液池西岸的太子府（隆福宫）、中书省、枢密院、御史台等官署，以及都城城墙、金水河、钟鼓楼、大护国仁王寺、大圣寿万安寺等重要建筑陆续竣工。至元二十二年，发布了令旧城（金中都故城）居民迁入新都的诏书：“诏旧城居民之迁京城者，以资高及居职者为先，仍定制以地八亩为一份，其地过八亩或力不能作室者，皆不得冒据，听民作室”。
从至元二十二年到三十一年（1294年），有四十至五十万居民自旧城（金中都故城）迁入大都。此时期还陆续完成了宫内各处便殿、社稷坛、通惠河河道、漕粮仓库等建筑工程。元大都的营建工作至此基本完毕。此后元代各帝陆续又有添建，如孔庙、国子监、郊祭坛庙和佛寺等，但对元大都总体布局没有变动。

### 废弃和改建

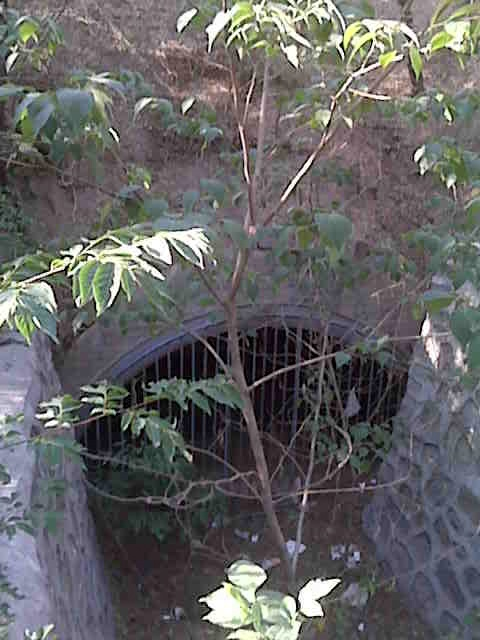
元大都北城垣水关遗址

元惠宗至正二十八年（明太祖洪武元年，1368年）夏，朱元璋遣将领徐达、常遇春率军北征，七月抵達通州。至正二十八年闰七月二十八日（1368年9月10日），元惠宗令淮王帖木儿不花擔任监国，携后妃、太子、公主自健德门出城北逃，前往元上都避难。至正二十八年八月初二日（1368年9月14日），明军攻陷大都齐化门，由此入城。明朝洪武元年八月十四日（1368年9月26日），明太祖朱元璋将大都改名为北平。
由於至正年間饑荒與黑死病等瘟疫為害，元大都故城居民稀少，明軍入城時居民僅剩萬餘人，山西元軍由王保保率軍反撲大都而來。徐達、常遇春等人留下三萬餘將士，即開往山西迎戰，元大都留守軍民不到五萬，再由於元大都城北居民稀少、地势空旷，在防守时城上军人无可依托，因此于洪武元年（1368年）在城中偏北部增建一道土垣，将城垣变为“日”字形布局，使北段城墙靠近居民密集区，战时守城士兵可以从容筹画衣食。由于新筑城墙西端正值河床，因此自今德胜门以西处向西南倾斜，造成明清北京城池西北缺角的格局。洪武四年（1371年）将此段新城墙以北的元大都城垣废弃，原来北城墙上的安贞门和健德门，以及东、西城墙上最北边的光熙门和肃清门也一并废弃。这四门的城楼，以及被划在城外的官署、住宅尽被拆除。
明初，北平是燕王朱棣的驻地，而其余下的城市格局在之后的五十余年中没有变化。永乐十九年（1421年），明成祖朱棣迁都北京后，将北京城南墙南移二里，元大都南城垣并未完全拆除，任其自行湮灭。至于元大都北城垣虽被废弃，但亦未拆除且仍然起到拱卫城池的作用；因此直至嘉靖朝俺答之变时，在土城（尤其是改名“德胜门外土关”的健德门附近）仍有明军驻守。
至明朝末年，元大都南城垣已经被剥蚀为数座土丘，并被称以“下岗”、“上岗”之名；至清朝，大都南城垣遗迹已完全消失。至今在北京市朝阳区和海淀区依然保存有元大都北城墙遗址，即被称为土城。

## 人口

### 史料记载
元朝时期关于元大都人口的史料记载如下：“京畿居民繁盛”，“京师乃天下之都会，人物繁辏”，“户口之夥”，“当倍秦汉而参隋唐也”。
元世祖忽必烈时期来华的意大利旅行家马可·波罗称赞元大都“户口繁盛”，“城内外人户繁多”，“居民之众”，“百物之输入”，“世界诸城无能与比”。
元世祖至元七年（1270年），中都路（1272年改称大都路，辖区包括中都城以及附近的二十五个州县）一共有十四万七千五百九十户，四十万一千三百五十人（《元史·地理志》），平均每户人口只有2.72人，明显不符合古代的实际情况，按照史学界目前通用的每户平均五口计算（通常这个数字要比实际每户人口低一些），实际人口大约七十五万人。
元世祖至元三十年（1293年），大都城中有民十万（《大元仓库记》记载）。
生活在元朝前期的诗人王恽（1227年－1304年），也在他的诗中提到，“都城十万家”。虽然诗人的“十万家”只是一个大约数值，比如说城中如果有十一万户，在诗中一样会被称作“十万家”，但是结合《大元仓库记》提到的1293年大都城中有十万户，综合一下可以推断出，在1304年之前大都城中实际人口有十万户，大约五十万人是可以采信的。
元惠宗至元六年（1340年），大都城中有大约一百万人。
这个数字出自《庚申外史》记载，1340年，右丞相益都忽、左丞相脱脱上朝时对元惠宗提到“京师人烟百万”，益都忽和脱脱二人作为丞相，自然能掌握很多普通人不知道的资料，他们对于大都城中实际有多少人应该会有一个准确的判断，这个数字是可以采信的；但也可能是文人筆下的虛數。

### 现代学者周继中的观点
现代学者周继中在论文《元大都人口考》中认为，元朝中后期元大都城中的人口超过一百一十万。
周继中的依据如下：
一，根据《元史·地理志》和《马可波罗行纪》，元大都包括南城（旧城）和北城（新城），两者的城墙“仅隔一水”；
二，根据《元史》《元典章》等一系列史料记载，推断出元朝中后期大都城中不同类型的人口数量如下：（一）工匠六万七千六百一十五户，按照每户五口计算，工匠和家属一共三十三万八千余人，（二）宿卫诸军十万余人，（三）佛教寺院七万余人，基督教徒(天主教)一万余人，（四）乐工、回回人、巨商、富户及其家属等二万三千余人，此外，还有“贡献异物之外国人”四万人，（五）吃“赈粜粮”和“红帖粮”的下层市民二十七万余人，在城中活动的农业人口十四万人，（六）城中的官员及其家属，皇宫中的皇室成员以及宫女、太监、仆役等共计十一万余人。
所有人口合计超过一百一十万人，周继中认为元大都的实际人口远远超过这个数字，因为以下人口缺少资料无法统计：居住大都的巨商、富户、中产市民、累朝官吏占有大量的奴婢、仆人；“诸王、驸马及有分地的功臣户”，在京的“蒙古饥民”和贫民，还有大都周围“城市二百”，“每城皆有商人来此买卖货物”，当时“百物输入之众，有如川流之不息，仅丝一项，每日入城者计有千车”，还有信奉道教的人，等等。这些人均因为缺少具体史料记载而无法统计，未列入一百一十万的大都城人口数内。
三，根据食盐供应来推断大都人口，元惠宗至元四年到至正三年（1338年-1344年），每年运至大都京廒的“官盐二万引”，付各局发卖的每年一万五千引，每引四百斤，一共六百万斤，按照每人每年食盐六斤的标准推算，六百万斤可供大都每年一百万人的食用盐。
此外，在大都管办盐局出售期间，允许盐商经批准也可售盐，此外因为官员巡查不是很严，有不少盐商在大都私自售盐，1340年三月到1342年七月，就查获私贩盐到大都的案例“将及百起”，再加上食盐“在船则有侵盗渗溺之患，入局则有和杂灰土之奸”，可见大都“民食之盐”可供一百万人，是没有问题的。
另外，宫廷、内府必用的常白盐，由河间盐运司专门生产，每年运至大都的“常白盐为一千五百引”，折合六十万斤，可供宫廷内府十万人食盐。
以上民食之盐供一百万人，宫廷内府常白盐供十万人，共供大都一百一十万人食盐，这个和根据一系列史料推断的大都人口完全相符。
惟此方法，忽略解往大都的食鹽並非只供應大都城居民，更可能提供大都路一帶甚至運往內外蒙古，而食鹽人均量各朝計算皆超過十斤以上，1990年代中國調查人日均量為13.9克的精鹽，還不包含牲畜食用粗鹽的量，故此假說並不能代表什麼。

### 现代学者韩光辉的观点
现代学者韩光辉在他的著作《北京历史人口地理》中，对元朝不同时期的元大都人口进行了推断。
韩光辉认为，元朝时期的人口划分包括以下四类：州县赋役户口、军战户口、匠役户口、僧道人口等。《元史·地理志》记载的1270年户口数只是当时社会总户口的一部分，即州县赋役户口。
韩光辉认为，元大都从1272年起，包括南城（金中都旧城）和北城（元大都新城），两者的城墙“仅隔一水”。
韩光辉根据如下的史料：苏天爵《元文类》卷41《弓手》，《元史·地理志》，《元史·本纪》，《元史·兵志》，《永乐大典》等资料的分析，史料中记载，元大都城中设有一定数量的弓手，每一名弓手负责维护一百户居民的治安，元大都每设一名弓手的百户居民包括了军户、站户、匠户在内的各类人户。
韩光辉认为，根据不同时期元大都城中弓手的数量，元大都在不同时间段的人口户数随之可以推断出来，计算大都城的实际人口按照目前史学界平均每户人口5人的标准进行计算，而且通常这个数字要比实际每户人口低一些。
以下是根据史料推断出的元大都在不同时期的户数和实际人口数：
中统五年（1264年），中都城弓手400名，城中有居民4万户，按平均每户5口人计算，共有20万人。
至元八年（1271年），大都城弓手1195名，城中有11.95万户，按平均每户5口人计算，共有59.75万人。
至元十八年（1281年），大都城弓手2195名，其中南城1400名，北城795名，城中有21.95万户，其中南城14万户，北城7.95万户，按平均每户5口人计算，南城和北城共有109.75万人，其中南城70万人，北城39.75万人。
至正九年（1349年），大都城弓手2085名，南城和北城均1000名，关厢85名，城中有20.85万户，其中南城10万户，北城10万户，关厢8500户，按平均每户5口人计算，南城和北城共有104.25万人，其中南城和北城均为50万人，关厢4.25万人。

## 城池

### 整體佈局
元大都平面呈东西短、南北长的矩形，城墙全长60里又240步，辟十一门，南、东、西三面各三门，北面二门，被附会为哪吒“三头六臂两足”。
营建大都时，先在全城的几何中心位置建“中心之阁”，然后以此为基准向四面拓勘城址。
中心之阁以南为皇城。皇城四周建红墙，又称“萧墙”，其正门称棂星门，左右有千步廊。萧墙的东墙外为漕运河道。皇城并非以大内宫城轴线为基准、东西对称，而是以太液池为中心，四周布置三座宫殿——大内、隆福宫和兴圣宫，这种布局反映了蒙古人“逐水而居”的特点。大内共计六门，南垣正中为正门崇天门，是左右骈立三出阙的五凤楼阙门，崇天门左右又有雲從、星拱二门；大内北垣有厚载门，东垣有东华门，西垣有西华门。崇天门前有金水河，河上有周桥（相传今北京故宫内之断虹桥）。大内正殿为大明殿，是元帝理政和居住的场所，面阔十一间，后有廊庑连接后殿。大明殿之后为延春阁，为皇后居所。此外还有玉德殿、内藏库、鹰房、羊圈等建筑。
皇城外，南面和东南为官署区，北面积水潭一带为闹市，东面为太庙，西面为太社稷，加之城垣每面各开三门（北垣例外），城中更有纵横各九条干道，均符合《周礼·考工记》中“九经九轨”、“前朝后市”、“左祖右社”的相关记载，是中国京城中最接近《考工记》营国制度的。
在中心之阁西面，为鼓楼、钟楼，是全城的报时机构。钟鼓楼之西为积水潭，是元代漕运终点，也是全城最繁华的商业区，有米市、面市、缎子市、皮帽市、金银珠宝市、铁器市、鹅鸭市等市廛，还有望湖亭、万春园等园亭。

### 基建
在元大都中，设有专为宫廷供水的河道——金水河，该河从玉泉山引流，与其他河道交会之处都架渠跨越，金水河内禁止百姓洗濯、饮马，以保证宫廷用水的洁净。
元大都的道路为土路，在建城时在城市主干道两侧设置了排水明沟，用条石砌筑。明朝之后，许多明沟被加盖覆盖，变为暗沟。

### 道路分區
大都街道在建設時是分大街、小街、胡同三級，按照規定是大街寬24步（約25米)，小街寬12步（12.5米)，胡同寬6步（6~7米)。胡同的間距約有70米，胡同間則屬宅基，初定下了四合院住宅與胡同組成街坊的規制。

### 防禦構造
元大都城防体系包括城墙、城门、护城河。城墙是夯土筑成，周长60里240步（28.6公里），高约10至12米，基宽20至24米，顶宽10至15米。筑城时采用宋代旧法，即在墙内先设永定木，然后再加横向的紝木，然后加土夯筑。 由于大都夏季多雨，土城墙容易被雨水冲刷浸泡、导致倒塌，因此在建城之初曾议以砖石包覆，但因财力不足而作罢。后元廷专门抽调军队，负责收割芦苇、编织苇席，每年入夏以苇席覆盖城墙墙体，称为“苇城”，民间俗称“蓑衣披城”。但是元文宗时天下动乱，惧怕起义百姓放火焚烧苇席，因此终止“苇城”之举，改为每有墙体鬆垮塌方时临时征调民夫修补。
元大都城城墙走向取直线，东西向城墙7400米，南北城墙长6650米。南城墙西段顺承门与丽正门之间有一处城墙呈向外凸出的弧形。据《析津志》记载，修筑南城墙时，该段城墙走向正值庆寿寺西的海云、可庵二大师塔，“时相奏，世祖（忽必烈）有旨，命圈裹入城内”。

#### 城門
元大都共有十一门。各城门的命名都与《周易》卦象相关，详解如下：
- 南垣正中为丽正门，正南为离位，故取《彖·离》“日月丽乎天，重明以麗乎正”之意；
- 南垣东为文明门，南属火象，先天八卦中又为乾位，故取天火同人卦、火天大有卦之象，合《彖·同人》“文明以健”、《彖·大有》“其德刚健而文明”之意；
- 南垣西为顺承门，西南为坤位，故取《彖·坤》“至哉坤元，万物滋生，乃顺承天”之意。
- 东垣正中为崇仁门，取东方属春、属仁之义；
- 东垣南为齐化门，东南为巽位，合《说卦传》“齐乎巽，巽东南也”之义；
- 东垣北为光熙门，东北为艮位，取《彖·艮》“动静不失其时，其道光明”之意。
- 西垣正中为和义门，取西方属秋、属义之理；
- 西垣南为平则门，西南位坤位，坤为土象，取土象复卦谦卦，合《象·谦》“稱物平施”“不違則也”之义；
- 西垣北为肃清门，西偏北为乾戌之位，对应晚秋，晚秋之气清而肃，故名。
- 北垣东为安贞门，北为先天坤位，此处又为东北方，故取《彖·坤》“东北丧朋，乃终有庆。安贞之吉，应地无疆”之意；北亦为水象，故亦合水象讼卦“复命喻，安贞吉”之意。
- 北垣西为健德门，西北为乾位，取《说卦》“乾者，健也”、《彖·乾》“天行健，君子以自强不息”之意。

元大都城门门道沿用宋金时代的旧作法，为大木过梁式方门。由于元初以武力平定天下，无外来威胁，因此未构筑瓮城（当时南宋许多城市已经在城门处设有瓮城、并用砖包砌城台，例如靖江城）。元中后期，农民起义蜂起，方于不宜施工的至正十九年冬季草草修筑十一门瓮城。城门外设木制吊桥，以跨越护城河。

## 遺跡
- 元大都城垣遗址公园及护城河：元大都城墙现存北段、西段北部城墙遗迹，以及护城河（小月河）。现开辟为元大都城垣遗址公园。肃清门瓮城墙南半部遗迹也清晰可见。除小月河外，元大都护城河东段（不在遗址公园中）也有部分遗存，称为土城沟。
- 北京古观象台：明朝修建于元大都城墙东南角楼旧址。
- 和义门：1969年拆除西直门时发现，随后被拆毁。
- 元大都下水道遗存：元大都下水道的遗存，位于西四新华书店地下。
- 太液池：今中海、北海。
- 御河：今玉河。
- 积水潭：今什刹海前海、后海、西海。
- 金水河：今赵登禹路、太平桥大街等道路地下。
- 浴德堂：可能是元代建筑，原位于元大都皇城大内，现位于北京故宫武英殿院内西北平台上。
- 断虹桥：可能是元代大内崇天门外周桥，现位于北京故宫武英殿东。
- 万宁桥：今位于地安门外大街上，横跨玉河。
- 都城隍庙：位于今成方街以北。
- 火德真君廟：位于万宁桥西北。
- 大圣寿万安寺：今妙应寺。
- 大承华普庆寺：今广善寺，1996年被毁。
- 北崇国寺：今大隆善护国寺。
- 报恩洪济寺：今广济寺。
- 后英房元代居住遗址：位于西直门内的后英房胡同，1965年至1972年元大都考古队发掘。